# Pont de la Victoire (Vérone)
Le Ponte della Vittoria est un pont situé à Vérone sur le fleuve Adige ; il a été construit de 1926 à 1929 pour célébrer la bataille de Vittorio Veneto et la victoire de la Première Guerre mondiale.

## Description
Le pont monumental est en béton armé recouvert de pierre semblable au marbre ; il a trois arches dont la centrale est la plus grande. Son apparence est la plus élaborée et élégante parmi ceux créés à Vérone, car il a été conçu pour relier la ville aux nouveaux quartiers-jardins de Borgo Trento et Valdonega.

## Histoire
Pour célébrer le 4 novembre 1918, jour de la victoire de la bataille de Vittorio Veneto et de la fin de la Première Guerre mondiale, ainsi que pour se souvenir des Véronais tombés, le conseil municipal décida en 1923 de construire un pont dédié à la Victoire. En 1924, la municipalité de Vérone annonça un concours, remporté par l'architecte Ettore Fagiuoli et l'ingénieur Ferruccio Cipriani,.
Les travaux commencèrent le 27 février 1926. La construction du pont a été précédée par la démolition de certains bâtiments appartenant à l'ancien quartier de San Michele alla Porta, faisant partie de la ville antique. Au cours de ces travaux, les restes du temple de Jupiter Lustral ont été retrouvés, qui ont été remontés d'abord sur la place devant l'église de Santi Apostoli, puis dans les jardins situés à l'extérieur de Porta Vittoria, où ils se trouvent encore aujourd'hui. La cérémonie d'inauguration du nouveau pont a eu lieu le 4 novembre 1929, même si les socles ne sont achevés qu'en 1931, sur lesquels sont posées les plaques commémoratives, couronnées de quatre statues équestres.
Dans la nuit du 24 avril 1945, le pont a été dynamité par les soldats allemands en retraite, comme tous les autres ponts de Vérone. Seule l'arche droite est restée intacte, qui a servi de support aux alliés pour la construction, achevée en une seule journée, d'un pont de fer, indispensable pour continuer la poursuite de l'offensive. Après la Seconde Guerre mondiale, Fagiuoli a retravaillé le projet précédent lors des travaux de reconstruction.

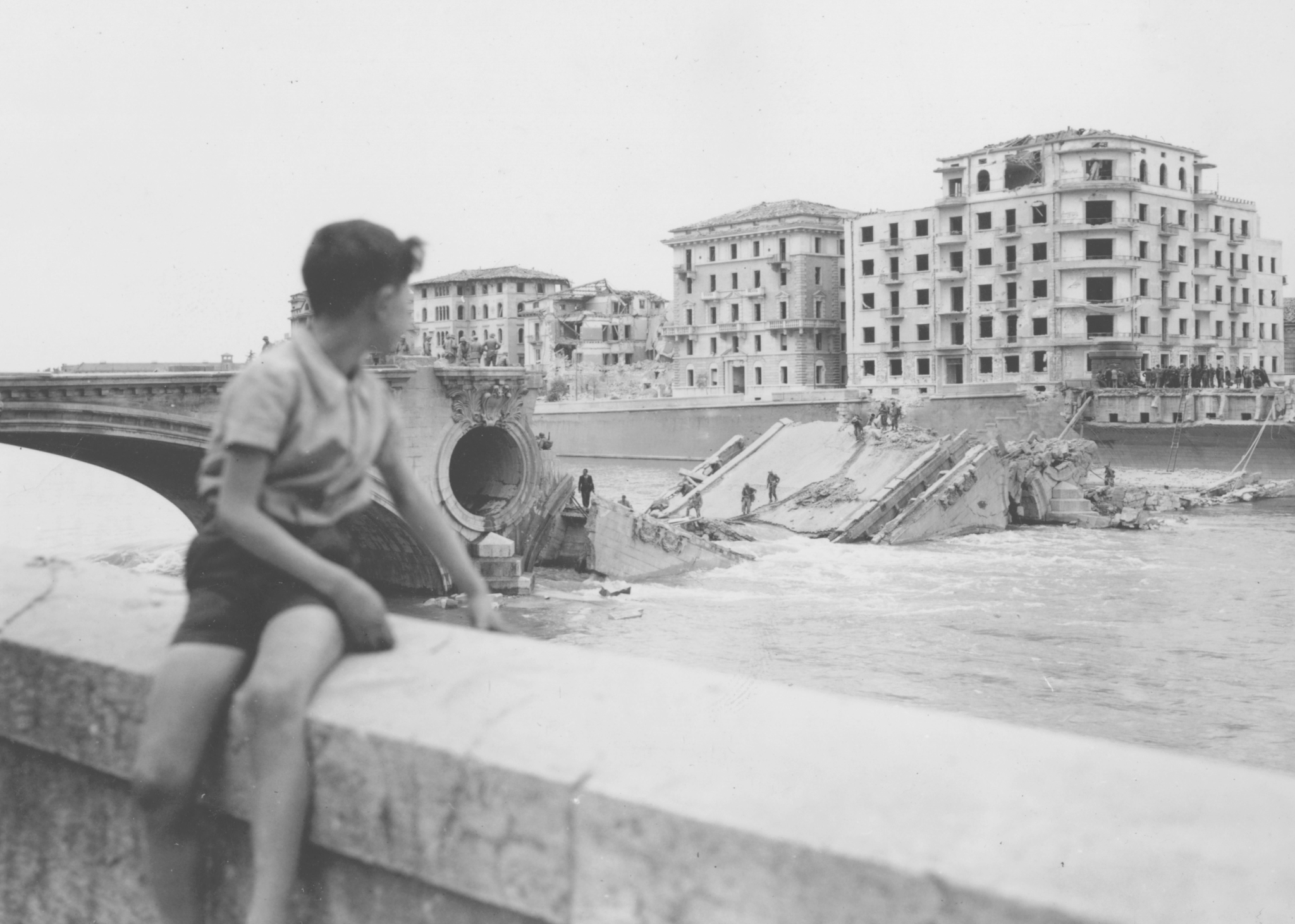
Le pont en 1945, après avoir été dynamité par des soldats allemands en retraite

Le 29 août 1953, le pont est rouvert à la circulation, mais les groupes en bronze des têtes, retirés pendant la guerre pour les protéger des dommages, sont repositionnés bien plus tard : le maire de l'époque, Giovanni Uberti, s'oppose en effet au déplacement des quatre statues équestres en raison de l'exposition des organes génitaux des chevaux, qui offenserait la moralité publique. L'histoire est devenue célèbre dans toute l'Italie et l'image de la ville n'a été réhabilitée que grâce à une manifestation organisée par des étudiants véronais, qui ont fait défiler un âne vêtu d'un slip blanc jusqu'à la mairie. Le soulèvement populaire convainquit le maire de déplacer les statues, ainsi le 4 novembre 1953, jour anniversaire de la Victoire, le pont reconstruit put être officiellement inauguré. Toute l'histoire a été résumée par le poète véronais Tolo da Re dans le journal L'Arena dans un court vers : 
« Ponte de la Vitoria, cavai, coioni e gloria ».

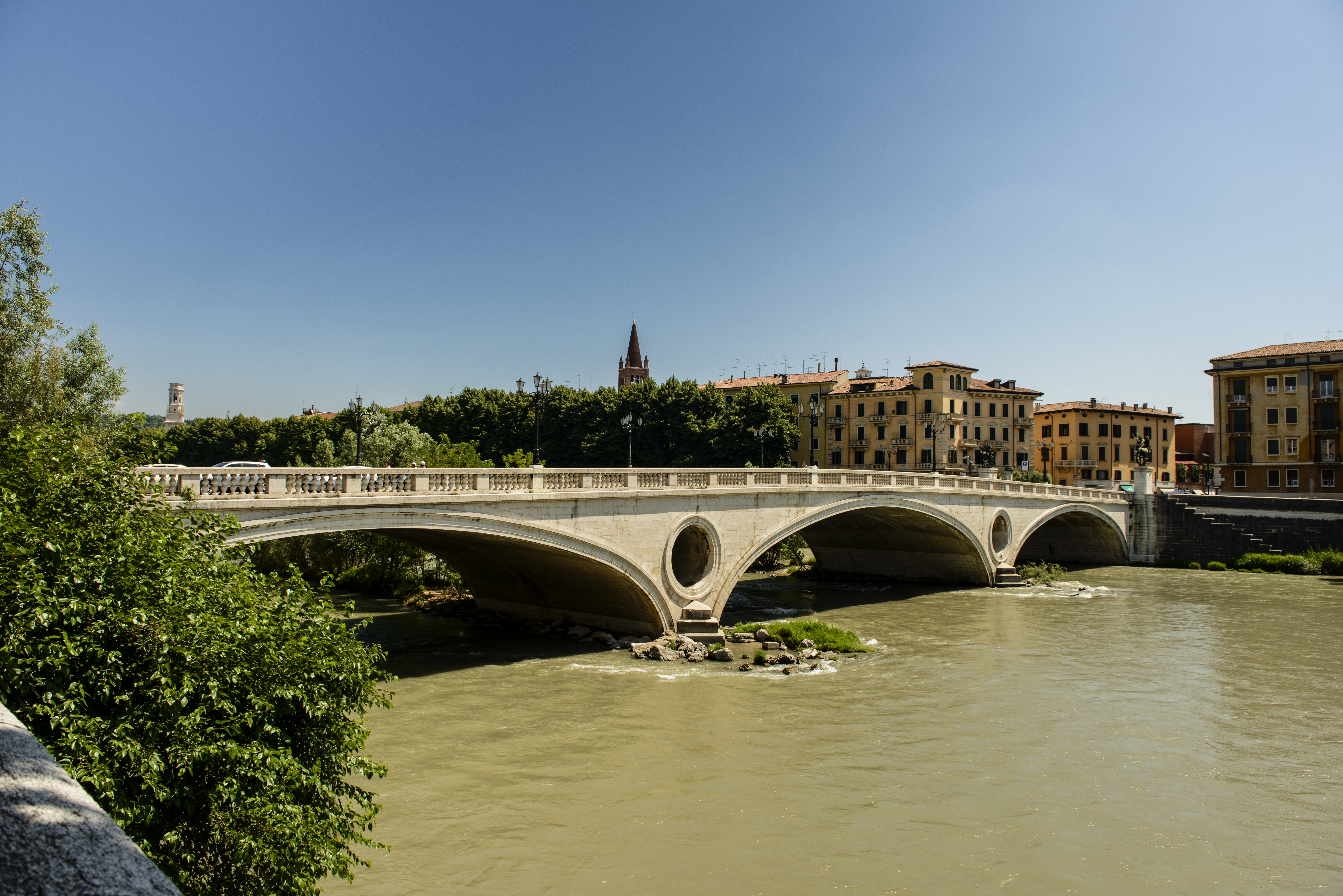
Le pont sur l'Adige